# ديراللثيب (الحمراء)
ديراللثيب منطقة سكنية تقع في ولاية الحمراء، التابعة لمحافظة الداخلية في سلطنة عمان. يقدر عدد سكانها بـ 5 نسمة حسب إحصاء عام 2010 التابع للمركز الوطني للإحصاء والمعلومات الحكومي. رمز المنطقة هو 50440141.

## الوصلات الخارجية
- المركز الوطني للإحصاء والمعلومات، سلطنة عمان